# طريقة منطقة الخدمات الطبية ثنائية المراحل
إن طريقة منطقة الخدمات الطبية ثنائية المراحل (two-step floating catchment area (2SFCA)) هي طريقة للربط بين عدد من أنواع المعلومات المتصلة في فهرس واحد، يكون مفيدًا في التو، بما يسمح لعقد مقارنات عبر المواقع المختلفة. وتكمن أهمية تلك الطريقة في التطور الذي حدث عند النظر في مصادر المعلومات الفردية كل على حدة، حيث لا يوفر أي من تلك المصادر بمفرده موجزًا مناسبًا.

## خلفية تاريخية
إن طريقة منطقة الخدمات الطبية ثنائية المراحل هي حالة خاصة من نموذج الجاذبية الخاص بـ التفاعل المكاني الذي تم وضعه لقياس إمكانية الوصول المكانية إلى طبيب الرعاية الأولية. ويمكن أن تستخدم تلك الطريقة أيضًا في قياس الأنواع الأخرى لإمكانية الوصول مثل إمكانية الوصول إلى الوظائف أو إلى مرافق علاج الأورام أو ما شابه. ولقد استُلهمت تلك الطريقة من فكرة التباعد المكاني التي كان رادكي ومو أول من اقترحاها عام 2000.
لا تتميز طريقة منطقة الرعاية الصحية ثنائية المراحل بمعظم ميزات نموذج الجاذبية فقط، بل يسهل أيضًا تفسيرها حيث تستخدم بصورة أساسية نموذج خاص للنسبة بين الطبيب وعدد السكان. ويسهل استخدامها في بيئة نظم المعلومات الجغرافية environment. ففي الحقيقة تقيس تلك الطريقة إمكانية الوصول المكاني كنسبة بين أطباء الرعاية الأولية إلى السكان، من خلال الربط بين مرحلتين:
1. تقيم أولاً «إتاحة الطبيب» في مواقع الأطباء (العرض) كنسبة بين الأطباء وعدد السكان في المناطق المجاورة (أي في إطار حدود زمن الانتقال من الأطباء)
2. تلخص تلك النسب (أي إتاحة الأطباء المشتقة من المرحلة الأولى) حول (أي في إطار حد زمن الانتقال) لكل مواطن (الطلب).

ولقد تم تحسين تلك الطريقة مؤخرًا من خلال النظر في تناقص المسافة داخل المنطقة الطبية وأطلق عليها اسم طريقة منطقة الخدمات الطبية ثنائية المراحل المحسنة.
أضف إلى ذلك، أن استخدام تغطية خدمات معينة بالنسبة إلى حجم السكان في المناطق المجاورة، يمكن أن يُحسن مستوى الدقة عند إجراء التحليلات عبر مناطق من مختلف البيئات  (أي في الريف والحضر).